# Ortobicúpula pentagonal
Em geometria, a ortobicúpula pentagonal é um dos sólidos de Johnson (J30). Como o nome sugere, pode ser construída juntando-se duas cúpulas pentagonais (J5) ao longo de suas bases decagonais. Uma rotação de 36 graus em uma cúpula antes da junção leva a uma girobicúpula pentagonal (J31).
As suas faces são por 10 triângulos, 10 quadrados e 2 pentágonos.